# Église Saint-Laurent de Saint-Simon-de-Pellouaille
L'église Saint-Laurent est une église catholique située à Saint-Simon-de-Pellouaille, en France.

## Localisation
L'église est située dans le département français de la Charente-Maritime, sur la commune de Saint-Simon-de-Pellouaille.

## Historique
{{L’église des 11ème et 13ème siècles est placée sous le vocable de Saint Laurent. Elle a reçu sa dédicace vers 1263, Ponce 3 étant évêque à Saintes. A l’origine, c’était sous le vocable de Saint Simon, apôtre galiléen ou Saint Sigismond. Un changement pour Saint Laurent s’est fait au cours du 19ème siècle.}}

## Description
{{Église Saint-Laurent du XIIe siècle.
Cette petite église romane a perdu sa voûte et son abside originales. Elle a conservé une façade saintongeaise avec un large portail à quatre voussures orné de quelques chapiteaux reposant sur des colonnettes à chapiteau sculpté. Surmonté d’une élégante galerie à sept arcatures se terminant par un fronton triangulaire orné d’une petite croix. Les décorations de son archivolte appartiennent authentiquement au style byzantin. À l’étage, une rangée d’arcatures aveugles contre le chevet est accolé une chapelle latérale surmontée par le clocher. L’étage polygonal du clocher est postérieur au moyen âge. À l’intérieur: belle coupole sur trompe du clocher, à l’entrée de l’église se trouve un bénitier de forme octogonale creusée dans un fut de colonne. Au chevet de l’église fut édifié en 1634, par les Seigneurs de Pellouaille et Beaumont, un logis de belle qualité.
L’édifice fut malheureusement détruit au cours du XXe siècle.

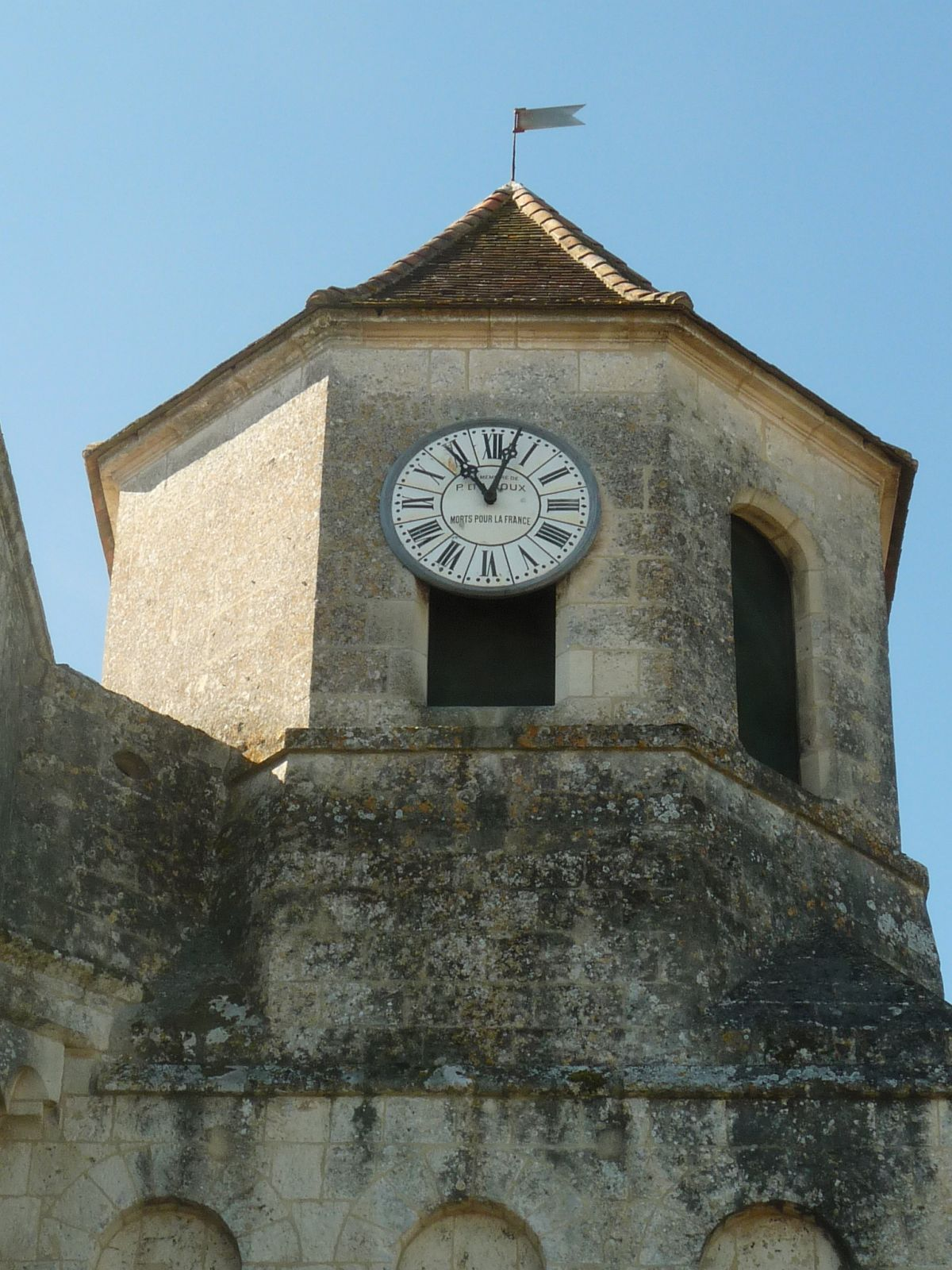

}}

## Protection
L'église Saint-Laurent est classé au titre des monuments historiques en 1923.